# (22338) Janemojo
(22338) Janemojo est un astéroïde de la ceinture principale.

## Description
(22338) Janemojo est un astéroïde de la ceinture principale. Il fut découvert le 3 juin 1992 à l'Observatoire Palomar par Carolyn S. Shoemaker et David H. Levy. Il présente une orbite caractérisée par un demi-grand axe de 2,90 UA, une excentricité de 0,29 et une inclinaison de 14,7° par rapport à l'écliptique.

## Compléments